# Lismania Muñoz
Lismania Muñoz (ur. 28 lutego 1993) – kubańska lekkoatletka specjalizująca się w rzucie oszczepem.
Uplasowała się na ósmej pozycji mistrzostw świata juniorów młodszych (2009). W roku 2010 była szósta na mistrzostwach świata juniorów oraz zdobyła srebrny medal pierwszej edycji igrzysk olimpijskich młodzieży. 
Rekord życiowy: 59,29 (16 marca 2013, Hawana). Muñoz jest aktualną rekordzistką Kuby w kategorii juniorów młodszych (55,68 w 2010).

## Osiągnięcia
| Rok  | Impreza                                           | Miejsce          | Lokata     | Wynik |
| ---- | ------------------------------------------------- | ---------------- | ---------- | ----- |
| 2009 | Mistrzostwa świata juniorów młodszych             | Tyrol Południowy | 8. miejsce | 49,85 |
| 2010 | Mistrzostwa świata juniorów                       | Moncton          | 6. miejsce | 52,87 |
| 2010 | Igrzyska olimpijskie młodzieży                    | Singapur         | 2. miejsce | 52,40 |
| 2012 | Mistrzostwa Ameryki Środkowej i Karaibów juniorów | San Salvador     | 1. miejsce | 55,20 |
| 2012 | Mistrzostwa świata juniorów                       | Barcelona        | 4. miejsce | 54,97 |
| 2014 | Igrzyska Ameryki Środkowej i Karaibów             | Xalapa           | 6. miejsce | 52,91 |